# Martin Evans
Martin Evans (sinh ngày 1 tháng 1 năm 1941) là một nhà di truyền học người Anh sinh ra ở Anh. Ông đã phát hiện ra điện di gel vào năm 1955. Martin Evans được trao Giải Nobel Sinh lý học và Y khoa năm 2007, cùng với Mario Capecchi và Oliver Smithies vì họ đã đồng thời "đã khám phá ra kỹ thuật định hướng gene gây biến đổi gene ở chuột bằng cách sử dụng các tế bào nguồn tạo phôi (ES cells)", họ đã phát hiện ra kỹ thuật tái tổ hợp tương đồng của DNA biến đổi gen với gen DNA, một phương pháp đáng tin cậy hơn rất nhiều thay đổi hệ gen của động vật so với trước đây được sử dụng, và kỹ thuật đằng sau định hướng gen và các con chuột knockout.
các nhà khoa học trên được vinh danh nhờ phát hiện ra cách thức điều khiển về mặt di truyền tế bào mầm phôi thai chuột, mở đường cho việc tạo ra chuột trong phòng thí nghiệm mang các bệnh của người, phục vụ cho các công trình nghiên cứu y sinh học.
Các khám phá của họ mang tính đột phá này liên quan đến tế bào mầm phôi thai và sự tái tổ hợp DNA ở động vật có vú… dẫn tới việc tạo ra một kỹ thuật trong nghiên cứu y sinh có ảnh hưởng rất lớn.
Kỹ thuật này được gọi là kỹ thuật tiếp cận gene, thường được gọi là "khuất phục gene". Nó cung cấp cho các nhà khoa học một mô hình thí nghiệm giúp họ khám phá nguồn gốc các căn bệnh từ Alzheimer cho đến ung thư và có thể giúp tạo ra những loại thuốc mới điều trị hiệu quả hơn các căn bệnh này.
Ông nhận bằng tiến sĩ sinh hoá học năm 1951 tại Viện Đại học Oxford (Anh), giáo sư di truyền học tại Viện Đại học Cardiff (Anh).